# Criterium mondiale di scherma 1988
Il Criterium mondiale di scherma del 1988 si è svolto ad Orléans in Francia. Si disputarono solo le competizioni femminili di spada, in quanto tutte le altre discipline erano comprese nel programma olimpico di Seul 1988.
Poiché la federazione internazionale della scherma riteneva la spada femminile una disciplina ancora in fase sperimentale, questa manifestazione è registrata negli annali come Criterium e non come Campionato. Dall'anno successivo la spada femminile sarebbe stata parificata alle altre discipline.

## Donne
| Evento                       | Oro            | Argento                | Bronzo                                                                                |
| Spada                        |                |                        |                                                                                       |
| Spada individuale (dettagli) | Brigitte Benon | Sophie Moressée-Pichot | Ninni Eglén                                                                           |
| Spada a squadre (dettagli)   | Germania Ovest | Francia                | Italia Saba Amendolara Alessandra Anglesio Cecilia Salvioli Elisa Uga Natalie Vezzali |

## Medagliere
| Posizione | Nazione        |   |   |   | Totale |
| --------- | -------------- | - | - | - | ------ |
| 1         | Francia        | 1 | 2 | 0 | 3      |
| 2         | Germania Ovest | 1 | 0 | 0 | 1      |
| 3         | Italia         | 0 | 0 | 1 | 1      |
| 3         | Svezia         | 0 | 0 | 1 | 1      |
| Totale    | Totale         | 2 | 2 | 2 | 6      |